# Moteur V18

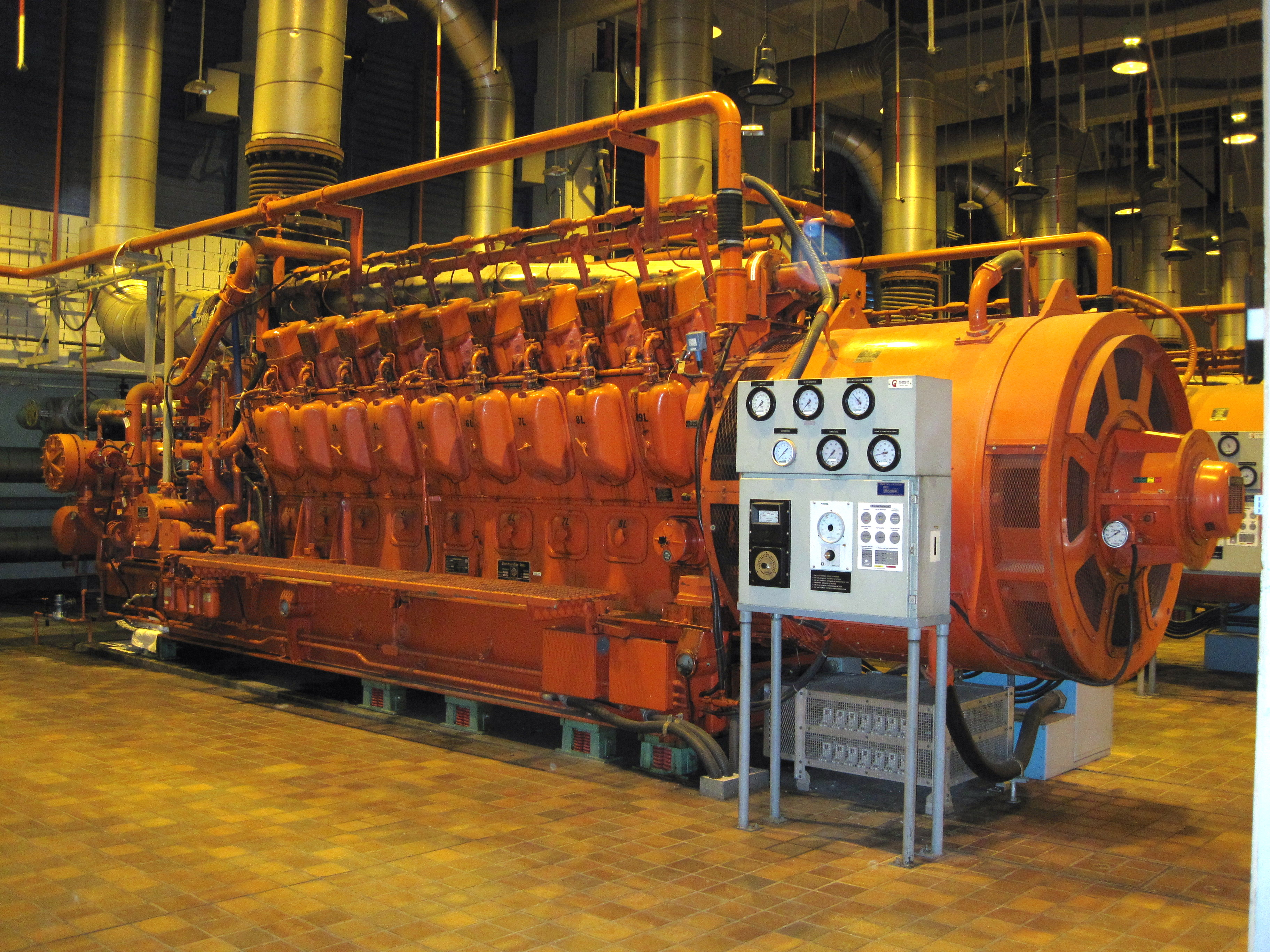
ALCO 18-251 utilisé comme générateur électrique de secours dans une usine de traitement des eaux usées à Montréal, Québec, au Canada.

Un moteur V18 est un moteur à piston à dix-huit cylindres dans lequel deux rangées de neuf cylindres sont disposées en V autour d'un vilebrequin commun.

## Caractéristiques
Le moteur V18 est une configuration rare et est principalement utilisé dans les gros moteurs diesel fonctionnant à bas régime. Ces gros moteurs diesel V18 sont utilisés de manière limitée dans les camions de transport, la production d'électricité, le transport ferroviaire et la propulsion marine. Il n'existe aucune automobile connue ayant utilisé des moteurs V18 et aucun fabricant de moteurs n'a développé ou produit un moteur V18 destiné à être utilisé dans les automobiles.

## Exemples
| Nom                                  | Cylindrée | Puissance de sortie | Carburant             | Notes |
| ------------------------------------ | --------- | ------------------- | --------------------- | --- |
| ALCO 18-251                          | 197 L     | 4 562 ch (3,35 MW)  | Diesel                | D'abord conçu et fabriqué par American Locomotive Company et actuellement[Quand ?] construit par Fairbanks Morse Engine. |
| Caterpillar 3618                     | 333 L     | 9 788 ch (7,2 MW)   | Diesel                | Arrêt de la production                                                                                                   |
| Cummins QSK78.                       | 77,6 L    | 3 548 ch (2,6 MW)   | Diesel                | Dérivé du V16 QSK60. Vendu par Komatsu sous le nom de SSDA18V170.                                                        |
| Fairbanks Morse Colt-Pielstick PC2.5 | 1 040 L   | 11 861 ch (8,7 MW)  | Diesel                | En production. |
| MAN V32/44CR                         | 643 L     | 14 683 ch (10,8 MW) | Diesel                | En production. |
| Wärtsilä 18V50DF.                    | 2 050 L   | 23 855 ch (17,5 MW) | Diesel ou gaz naturel | Utilisé dans la marine et la production d'électricité.                                                                   |
| Paxman Valenta 18RP200               | 118,44 L  | 4 968 ch (3,6 MW)   | Diesel                | Arrêt de la production. Utilisé dans la marine et la production d'énergie.                                               |

Les camions de transport BelAZ 75600 et Liebherr T 282B sont alimentés par le moteur Cummins QSK78, tandis que le camion de transport Komatsu 960E-1 est alimenté par le moteur Komatsu SSDA18V170.
En 1971, le fabricant canadien de locomotives MLW-Worthington a produit le prototype de locomotive diesel-électrique MLW M640 propulsé par un moteur ALCO 18-251 (4 000 ch - 2,9 MW), cependant la locomotive n'a pas atteint le stade de la production.